# Peter Burke (Historiker)

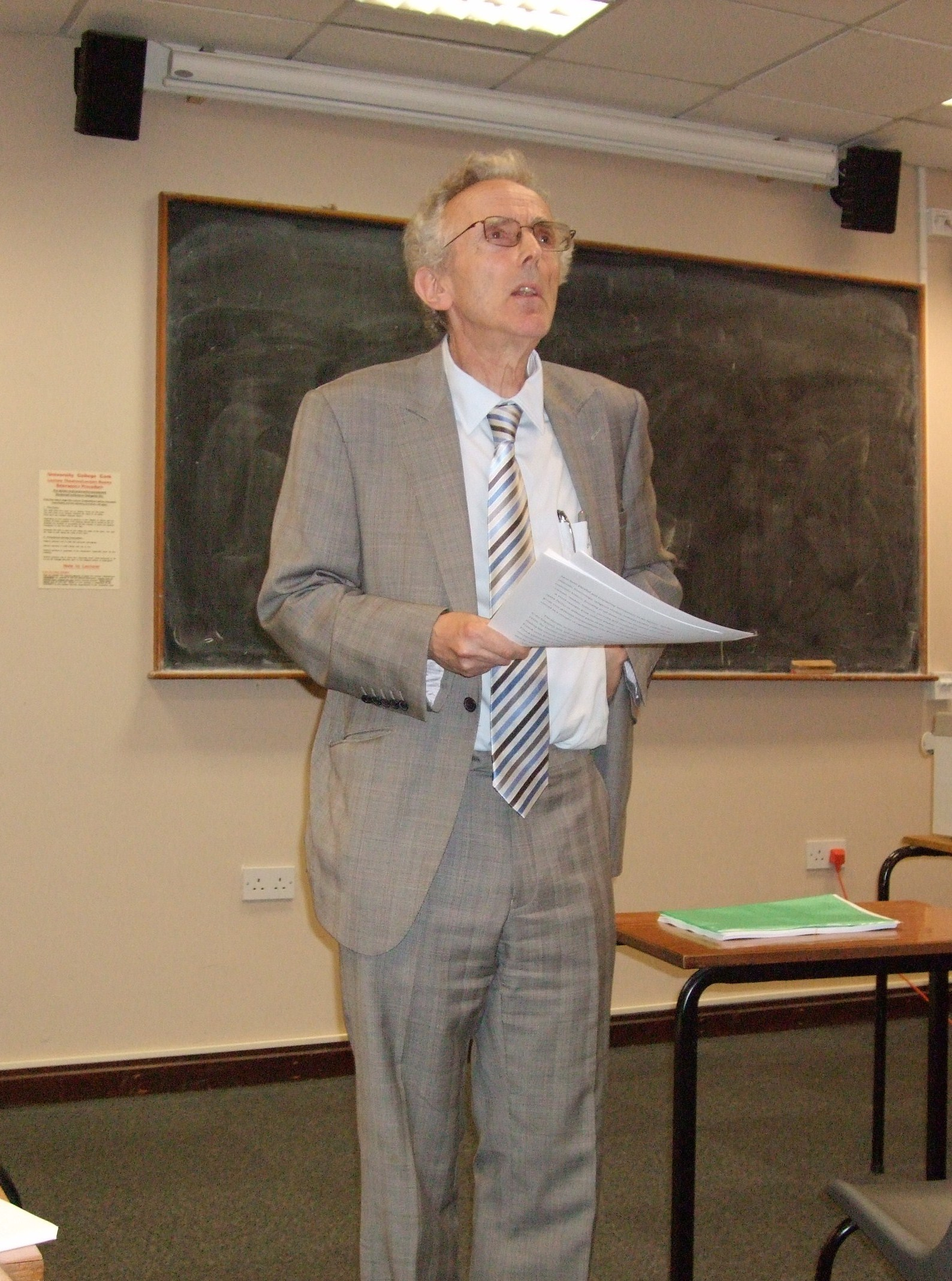
Peter Burke, 2009

Peter Burke (* 16. August 1937 in Stanmore) ist ein britischer Historiker.

## Leben und Wirken
Peter Burke wurde als Sohn eines irischen katholischen Vaters und einer jüdischen Mutter polnischer und litauischer Abstammung geboren und besuchte bis zum 17. Lebensjahr eine Jesuitenschule im Norden Londons. Danach studierte er am St John’s College in Oxford. Er unterrichtete an der School of European Studies der Universität Sussex. Seit 1978 war er als Professor für Kulturgeschichte an der University of Cambridge tätig. Sein Forschungsschwerpunkt ist die Renaissance im Allgemeinen und deren Sozialgeschichte im Speziellen. Ein weiterer Schwerpunkt sind seine Arbeiten zur Historiografie, besonders zur Annales-Schule. In seinem vermutlich berühmtesten Aufsatz mit dem programmatischen Titel Did Europe Exist Before 1700? vertrat Burke die These, europäisches Bewusstsein habe sich erst im 18. Jahrhundert herausgebildet.
Burke ist verheiratet mit der brasilianischen Historikerin Maria Lúcia Garcia Pallares-Burke.

## Auszeichnungen und Ehrungen (Auswahl)
- 1994: Fellow der British Academy[2]
- 1995: Mitglied der Academia Europaea[3]
- 1998: Erasmus Medal der Academia Europaea
- 2003: Gadamer-Stiftungsprofessur an der Universität Heidelberg
- 2013: Ehrendoktor der Philosophischen Fakultät der Universität Zürich.[4]

## Schriften (Auswahl)
- Culture and Society in Renaissance Italy 1420–1540. Batsford, London 1972. (Überarbeitete Fassung 1987)
  - deutsch: Die Renaissance in Italien. Sozialgeschichte einer Kultur zwischen Tradition und Erfindung. Wagenbach, Berlin 1984, ISBN  3-8031-3521-4
- Venice and Amsterdam: A Study of Seventeenth-Century Elites. Maurice Temple Smith, London 1974.
  - deutsch: Venedig und Amsterdam. Steidl, Göttingen 1993, ISBN 3-88243-264-0.
- Popular Culture in Early Modern Europe. London: T. Smith 1978, 3. Auflage, Ashgate, 2009.
  - deutsch: Helden, Schurken und Narren: europäische Volkskultur in der frühen Neuzeit. Herausgegeben und mit einem Vorwort von Rudolf Schenda, übersetzt von Susanne Schenda, Klett-Cotta, Stuttgart 1981, ISBN 3-12-930630-7.
- Sociology and History. Allen and Unwin, London 1980.
  - deutsch: Soziologie und Geschichte. Junius, Hamburg 1989, ISBN 3-88506-410-3.
- Montaigne. Oxford University Press, Oxford 1981.
  - deutsch: Montaigne zur Einführung. Junius, Hamburg 2004, ISBN 3-88506-392-1.
- Vico. Oxford University Press, Oxford 1984,
  - deutsch: Vico: Philosoph, Historiker, Denker einer neuen Wissenschaft. Wagenbach, Berlin 1987, ISBN 3-8031-2399-2.
- The Historical Anthropology of Early Modern Italy. Cambridge University Press, Cambridge 1987.
  - deutsch: Städtische Kultur in Italien zwischen Hochrenaissance und Barock: eine historische Anthropologie. Fischer, Frankfurt am Main 1996, ISBN 3-596-10331-2.
- The Renaissance. Macmillan, Basingstoke 1987.
  - deutsch: Die Renaissance. Wagenbach, Berlin 1990, ISBN 3-8031-1120-X.
- The Italian Renaissance. Culture and Society in Italy. Polity Press, Cambridge 1987. (Überarbeitete Fassung, zuerst veröffentlicht 1972)
  - deutsch: Die Renaissance in Italien. Sozialgeschichte einer Kultur zwischen Tradition und Erfindung. Wagenbach, Berlin 1992, ISBN 3-8031-3565-6.
- The French Historical Revolution: The Annales School, 1929–1989. Cambridge [u. a.]: Polity Press, 1990.
  - deutsch: Die Geschichte der Annales. Die Entstehung der neuen Geschichtsschreibung. Wagenbach, Berlin 2004, ISBN 3-8031-2503-0.
- History and Social Theory (1991)
- (Hrsg.) Language, Self, and Society: A Social History of Language. Cambridge [u. a.]: Polity Press, 1991.
- Das Schwein des Häuptlings: sechs Aufsätze zur Historischen Anthropologie. Herausgegeben von Rebekka Habermas und Nils Minkmar, übersetzt von Robin Cackett [Der Aufsatz von Carlo Ginzburg wurde von Judith Elze übersetzt.] Wagenbach, Berlin 1992, ISBN 3-8031-2212-0.
- The Fabrication of Louis XIV. Yale University Press, New Haven 1992.
  - deutsch: Ludwig XIV. Die Inszenierung des Sonnenkönigs. Wagenbach, Berlin 2001, ISBN 3-8031-2412-3.
- The Fortunes of the Courtier. Polity Press, Cambridge 1995.
  - deutsch: Die Geschicke des »Hofmann«. Zur Wirkung eines Renaissance-Breviers über angemessenes Verhalten. Wagenbach, Berlin 1996, ISBN 3-8031-3587-7.
- Varieties of Cultural History. Polity Press, Cambridge 1997.
  - deutsch: Eleganz und Haltung. Wagenbach, Berlin 1998, ISBN 3-8031-3597-4
- European Renaissance. Blackwell, Oxford 1998.
  - deutsch: Die europäische Renaissance. Beck, München 1998, ISBN 3-406-52796-5.
- A Social History of Knowledge: From Gutenberg to Diderot. Polity Press, Cambridge 2000.
  - deutsch: Papier und Marktgeschrei. Die Geburt der Wissensgesellschaft. Wagenbach, Berlin 2001, ISBN 3-8031-3607-5.
- Eyewitnessing. The Uses of Images as Historical Evidence. Reaktion Books, London 2001.
  - deutsch: Augenzeugenschaft. Bilder als historische Quellen. Wagenbach, Berlin 2003, ISBN 3-8031-3610-5.
- New Perspectives on Historical Writing (2001).
- als Herausgeber: History and Historians in the Twentieth Century. Oxford University Press, Oxford [u. a.] 2002.
- What Is Cultural History? Polity Press, Cambridge 2004.
  - deutsch: Was ist Kulturgeschichte? Suhrkamp, Frankfurt am Main 2005, ISBN 3-518-58442-1.
- Languages and Communities in Early Modern Europe. Cambridge University Press, Cambridge 2004.
  - deutsch: Wörter machen Leute. Wagenbach, Berlin 2006, ISBN 978-3-8031-3621-3.
- Cultural Hybridity. Polity Press, Cambridge/England und Malden/Massachusetts, USA 2009, ISBN 978-0-7456-4696-1.
- A Social History of Knowledge Band 2: From the Encyclopédie to Wikipedia. Polity Press, Cambridge 2012, ISBN 978-0-7456-5042-5.
  - deutsch: Die Explosion des Wissens. Von der Encyclopédie bis Wikipedia. Klaus Wagenbach, Berlin 2014, ISBN 978-3-8031-3651-0[5]
- Exiles and Expatriates in the History of Knowledge, 1500–2000. Brandeis University Press, Waltham, Mass. 2017, ISBN 978-1-5126-0-032-2.
- The Polymath: A Cultural History from Leonardo da Vinci to Susan Sontag. Yale University Press, New Haven 2020. ISBN 978-0-3002-5002-2.
  - deutsch: Giganten der Gelehrsamkeit. Die Geschichte der Universalgenies. Aus dem Englischen von Matthias Wolf unter Mitarbeitung von Ursula Wulfekamp, Wagenbach, Berlin 2021, ISBN 978-3-8031-3702-9.
- Tumult und Spiele. Theater, Calcio und Karneval im Italien der Renaissance. Wagenbach, Berlin 2023, ISBN 978-3-8031-5194-0.
- Ignorance: A global history. Yale University Press, New Haven 2023.
  - deutsch: Die kürzeste Weltgeschichte der Unwissenheit. Finanzbuchverlag, München 2024, ISBN 978-3-95972-751-8.